# Carl-Adam Nycop
Carl-Adam Nycop (* 24. Juli 1909 in Helsinki; † 4. Juli 2006 in Kristianstad) war ein finnisch-schwedischer Journalist, Chefredakteur und Autor.

## Leben
Nycop war zunächst Korrespondent für die Zeitung Idrottsbladet in seiner Heimatstadt Helsinki. 1938 wurde er erster Chefredaktor von Se, einer schwedischen Version des US-amerikanischen Magazins Life. 
Der Verleger Albert Bonnier Jr engagierte Nycop 1944, um die Tageszeitung Expressen aufzubauen. Bonniers und Nycops Bestreben war es, Expressen als sozialdemokratisches Gegengewicht zu der nazifreundlichen Tageszeitung Aftonbladet zu starten.
Carl-Adam Nycop verließ 1962 Expressen. Er war danach in verschiedenen Aufgaben bis hin zum Verlagschef innerhalb des Verlagshauses Bonnier tätig. 1974 wurde er Medienberater für die Sozialdemokratische Partei Schwedens.